# Lepidagathis floribunda
Lepidagathis floribunda é uma planta com flor nativa da Caatinga e do Cerrado do Brasil e da Bolívia. Pertencente a família Acanthaceae.

## Descrição
Geralmente, se destaca das demais do gênero devido ao caule articulado e a anisofilia, bem como do cálice com sépalas vermelhas, de tamanhos distintos e estames com número diferente de tecas.

## Distribuição
Demonstra ampla distribuição no Brasil, com ocorrências em Tocantins, Bahia, Mato Grosso, Mato Grosso do Sul, Distrito Federal, Minas Gerais e São Paulo.
Costuma ser encontrada em matas estacionais e de galeria, sua época de florescência se da de maio a julho e sua frutificação vai até setembro.

## Sinônimos

### Sinônimos homotípicos
- Lophostachys floribunda Pohl em Pl. Bras. Ícone. Descr. 2: 95 (1831)[2]

### Sinônimos heterotípicos
- Lophostachys bradei Rizzini em Bol. Mus. Nac. Rio de Janeiro, Bot. 8:21 (1947)[2]
- Lophostachys falcata Nees em CFPvon Martius & auct. sucesso. (eds.), Flórida. Sutiãs. 9: 67 (1847)[2]
- Lophostachys floribunda var. laxa Nees em CFPvon Martius & auct. sucesso. (eds.), Flórida. Sutiãs. 9: 67 (1847)[2]